# Jean-Pierre Caumeil
Jean-Pierre Caumeil (Labarthe-sur-Lèze, Haute-Garonne, 28 mai 1943 - Saint-Jean-de-Verges, Ariège, 26 novembre 2005) est un poète et plasticien français.

## Biographie
Jean-Pierre Caumeil fut professeur de lettres de 1967 à 2002. Après divers refus de maisons d'édition (ainsi qu'une tentative qui s'est avérée désastreuse, d'un recueil de poèmes intitulé Traces, en 1972), il vouera toute sa vie durant son écriture au silence et au secret.
En 1997, un de ses anciens élèves, Sébastien Fournet-Fayas, avec qui il lie une émouvante amitié, sortira les manuscrits des tiroirs, pour proposer une première publication de quelques poèmes, sous le nom de Contre-feux, aux éditions Tarabuste, en 2006.
Une thèse de littérature française est en cours, sur cette œuvre inédite, à l'Université Toulouse II-Jaurès.

## Pour approfondir